# Trine Bakke
Trine Bakke (Trondheim, 11 febbraio 1975) è un'ex sciatrice alpina norvegese specialista delle prove tecniche e, in particolare, dello slalom speciale.
In seguito al matrimonio assunse anche il cognome del coniuge e gareggiò come Trine Bakke-Rognmo.

## Biografia

### Stagioni 1994-1998
La Bakke ottenne il primo risultato di rilievo in carriera nello slalom speciale di Coppa del Mondo disputato il 22 gennaio 1994 a Maribor, in Slovenia, giungendo 20ª. Nel febbraio successivo esordì ai Giochi olimpici invernali (a Lillehammer 1994 fu 19ª nello slalom gigante e non concluse lo slalom speciale), mentre in marzo partecipò ai Mondiali juniores di Lake Placid conquistando, come migliore prestazione, l'8º posto nello slalom speciale.
Il 21 gennaio 1996 si aggiudicò in slalom speciale il primo successo, nonché primo podio, in Coppa Europa sulle nevi slovacche di Krompachy Plejsy; gareggiò nella stessa specialità anche ai Mondiali della Sierra Nevada 1996, senza concludere la prima manche. Sempre in slalom speciale, ai Mondiali di Sestriere 1997 fu 8ª, mentre ai XVIII Giochi olimpici invernali di Nagano 1998 non concluse la gara. Poco più tardi, il 1º marzo a Saalbach-Hinterglemm, colse il suo primo podio in Coppa del Mondo (2ª).

### Stagioni 1999-2002
Nella stagione 1998-1999 la sciatrice norvegese ottenne la prima vittoria di carriera in Coppa del Mondo, salendo sul gradino più alto del podio nello slalom speciale di Sankt Anton am Arlberg del 17 gennaio, e vinse la medaglia di bronzo, sempre tra i pali stretti, ai Mondiali disputati a Vail e a Beaver Creek negli Stati Uniti, giungendo terza alle spalle dell'australiana Zali Steggall e della svedese Pernilla Wiberg; nello slalom gigante invece fu 30ª.
Il 6 gennaio 2000 a Maribor si aggiudicò la seconda e ultima gara nel massimo circuito internazionale, mentre il 3º posto ottenuto il 28 dicembre successivo a Semmering fu il suo ultimo podio. Ai XIX Giochi olimpici invernali di Salt Lake City 2002, sua ultima presenza olimpica, non concluse nuovamente lo slalom speciale.

### Stagioni 2003-2009
Nella stagione 2002-2003 colse la sua ultima vittoria, nonché ultimo podio, in Coppa Europa (il 18 gennaio al Passo del Tonale) e partecipò ai Mondiali di Sankt Moritz, senza terminare la prova. Nemmeno in occasione della sua ultima rassegna iridata, Bormio/Santa Caterina Valfurva 2005, riuscì a tagliare il traguardo dello slalom speciale.
La Bakke si ritirò dall'attività agonistica ai massimi livelli al termine della stagione 2005-2006; la sua ultima gara in Coppa del Mondo fu lo slalom speciale di Levi dell'11 marzo, chiuso al 16º posto. In seguito prese ancora parte ai Campionati norvegesi del 2009, classificandosi 9ª nello slalom speciale disputato il 21 marzo a Oppdal.

## Palmarès

### Mondiali
- 1 medaglia:
  - 1 bronzo (slalom speciale a Vail/Beaver Creek 1999)

### Coppa del Mondo
- Miglior piazzamento in classifica generale: 21ª nel 2000
- 10 podi (tutti in slalom speciale):
  - 2 vittorie
  - 4 secondi posti
  - 4 terzi posti

#### Coppa del Mondo - vittorie
| Data            | Località               | Paese    | Specialità |
| --------------- | ---------------------- | -------- | ---------- |
| 17 gennaio 1999 | Sankt Anton am Arlberg | Austria  | SL         |
| 6 gennaio 2000  | Maribor                | Slovenia | SL         |

Legenda:

SL = slalom speciale

### Coppa Europa
- Miglior piazzamento in classifica generale: 8ª nel 1997
- Vincitrice della classifica di slalom speciale nel 1997
- 9 podi (tutti in slalom speciale):
  - 5 vittorie
  - 3 secondi posti
  - 1 terzo posto

#### Coppa Europa - vittorie
| Data             | Località         | Paese      | Specialità |
| ---------------- | ---------------- | ---------- | ---------- |
| 21 gennaio 1996  | Krompachy Plejsy | Slovacchia | SL         |
| 29 gennaio 1997  | Rogla            | Slovenia   | SL         |
| 18 febbraio 1997 | Astún/Candanchú  | Spagna     | SL         |
| 28 febbraio 1999 | Kiruna           | Svezia     | SL         |
| 18 gennaio 2003  | Passo del Tonale | Italia     | SL         |

Legenda:

SL = slalom speciale

### Nor-Am Cup
- Miglior piazzamento in classifica generale: 48ª nel 2004
- 1 podio:
  - 1 secondo posto

### Campionati norvegesi
- 13 medaglie (dati dalla stagione 1993-1994)[1]:
  - 8 ori (slalom speciale nel 1994; slalom speciale nel 1996; slalom speciale nel 1997; slalom speciale nel 1998; slalom speciale nel 1999; slalom speciale nel 2000; slalom speciale nel 2002; slalom speciale nel 2006)[2]
  - 3 argenti (slalom gigante nel 1999; slalom speciale nel 2004; slalom speciale nel 2005)
  - 2 bronzi (slalom speciale nel 2003; slalom gigante nel 2004)